# Francesco Bolzoni
Francesco Bolzoni, född 7 maj 1989, är en italiensk fotbollsspelare (mittfältare). Han har tidigare spelat för bland annat Palermo och Siena i Italien. 
Tidigare spelade han i Inters ungdomslag och har representerat Italiens U21-landslag. Han har även bytts in i en ligamatch och spelat två matcher i Uefa Champions League för Inter.

## Karriär
Den 15 januari 2020 lånades Bolzoni ut till Lecco. Den 1 september 2020 förlängdes låneavtalet över säsongen 2020/2021.